# Johann Heinrich Ludwig Maresch
Johann Heinrich Ludwig Maresch (* 4. März 1801 in Küstrin; † 19. Dezember 1864 in Berlin) war ein preußischer Generalmajor.

## Leben

### Herkunft und Familie
Johann Heinrich Ludwig war ein Sohn des Hofpredigers in Küstrin, Wenzeslaus Maresch (1766–1820) und der Marie Luise Arend.
Seine jüngste Schwester war mit Adolph Friedrich Kleinert (1802–1834) verheiratet, was diesen zu seinem Schwager machte. Er selbst vermählte sich 1834 in Königsberg i. Pr. mit Dorothea Eleonore Charlotte Dittmar (1812–1874). Aus der Ehe gingen zwei Töchter und ein Sohn hervor, wobei der Junge und die jüngste Tochter bereits als Kinder verstarben.

### Werdegang
Maresch trat 1818 als Pionier in die erste Garde-Pionierkompanie der preußischen Armee ein. 1819 wurde er Portepeefähnrich und bis 1822 zur Artillerie- und Ingenieurschule kommandiert. Bereits 1821 war aggregierter Sekondeleutnant der 1. Ingenieurinspektion und wurde im selben Jahr ebd. einrangiert. 1822 wechselte er zu 1. Pionierabteilung. Maresch leistete ab 1824 Fortifikationsdienst in Stralsund und ab 1828 in Thorn, wurde schließlich 1831 Adjutant des ost- und westpreußischen Festungsinspektion. Er avancierte 1833 zum Premierleutnant und wurde 1841 Kommandeur des 2. Kompanie der 1. Pionierabteilung ad interim. seine Beförderung zum Kapitän erfolgte 1841. Er wurde dann 1842 als 2. Assistent zur 2. Ingenieurabteilung beim Kriegsministerium kommandiert und wechselte unter Belassung seiner Stellung 1846 zur 2. Ingenieurinspektion. Maresch war 1849 Mitglied der Prüfungskommission für Hauptleute II. Klasse und Premierleutnants des Ingenieurkorps. Er stieg 1850 zum Major im Kriegsministerium auf. 1852 war er Ingenieuroffizier vom Platz in Stettin. Er avancierte 1856 zum Oberstleutnant und wurde 1857 Inspekteur der 2. Festungsinspektion. 1859 hat er sowohl seine Beförderung zum Oberst als auch den Roten Adlerorden III. Klasse mit Schleife erhalten. Maresch wurde 1861 mit dem Kronenorden III. Klasse geehrt und hat 1862 seinen Abschied mit dem Charakter als Generalmajor und Pension erhalten. Er wurde auf dem Berliner Invalidenfriedhof bestattet.